# Leucorchestris sabulosa
Leucorchestris sabulosa là một loài nhện trong họ Sparassidae.
Loài này thuộc chi Leucorchestris. Leucorchestris sabulosa được George Newbold Lawrence miêu tả năm 1966.